# Forsyth (Georgia)
Forsyth település az Amerikai Egyesült Államok Georgia államában, Monroe megyében, melynek megyeszékhelye is. Lakosainak száma 4384 fő (2020. április 1.).

## Népesség
A település népességének változása:

| 2010 | 3 788 |
| 2020 | 4 384 |